# تقارض (لغة)
التقارض في اللسانيات هو استعارة إحدى الكلمتين حكم كلمة أخرى فتعامل معاملتها.